# Тринько Роман Іванович
Роман Іванович Тринько (14 липня 1933, с. Краснопуща, нині Тернопільська область — 8 червня 2018) — український учений, педагог. доктор економічних наук (1975), професор, академік Національної академії аграрних наук (УААН, 1995), ректор Львівського сільськогосподарського інституту (1989—1998). Заслужений діяч науки і техніки України (1989).

## Життєпис
1957 року закінчив Львівський сільськогосподарський інститут, працював у Науково-дослідному інституті гідротехніки і меліорації (м. Київ, 1958), в органах державної статистики Львівщини (1958—1961). У Львівському сільськогосподарському інституті з 1961 року, тут працював асистентом, доцентом до ректора. Завідувач кафедри статистики в 1998—2005 роках. З 2005 року завідувач кафедри менеджменту Львівського юридичного інституту.
Автор понад 230 наукових праць, у тому числі 5 монографій, 10 навчальних посібників, серед яких, зокрема:
- Тринько Р. И. Статистические методы в экономических исследованиях: Учебное пособие. — Львов, 1978. — 87 с.
- Тринько Р. І. Методика економічних досліджень: Навчально-методичний посібник. — Львів, 1999. — 356 с.
- Тринько Р. І. Статистичні групування: Методичний посібник. — Львів, 1999. — 60 с.

## Нагороди і відзнаки
- Заслужений діяч науки і техніки України (1989).
- Почесна відзнака Президента України (18 червня 1996) — за значний особистий внесок у підготовку висококваліфікованих спеціалістів, плідну науково-педагогічну діяльність[2]
- Знак «Відмінник аграрної освіти та науки» І ступеня